# Близница (озеро)
Бли́зница (бел. Блі́зніца) — озеро в Полоцком районе Витебской области Беларуси. Относится к бассейну реки Ушача.

## Описание
Озеро Близница расположено в 20 км к юго-западу от Полоцка. К северу от водоёма находится агрогородок, также имеющий название Близница.
Площадь поверхности озера составляет 0,23 км², длина — 1,12 км, наибольшая ширина — 0,34 км. Длина береговой линии — 2,39 км. Наибольшая глубина — 17 м, средняя — 6,4 м. Объём воды в озере — 1,48 млн м³. Площадь водосбора — 4,5 км².
Склоны котловины распаханные, на северо-востоке и западе покрытые лесом. Берега преимущественно возвышенные, песчаные, поросшие кустарником и кое-где деревьями. Западный берег местами низкий, заболоченный. Мелководье песчаное, узкое, на западе более протяжённое. На глубине дно покрыто илом и сапропелем.
Из озера Близница вытекает ручей, протекающий через маленькое безымянное озеро и впадающий в озеро Островно.
В водоёме обитают окунь, плотва, лещ, щука, линь и другие виды рыб. В окрестностях озера произрастает лунник оживающий — редкое растение, занесённое в Красную книгу Республики Беларусь.